# ماتوز سزوش
ماتوز سزوش (بالبولندية: Mateusz Szwoch)‏ (19 مارس 1993 بستاروغراد غرانسكي في بولندا - ) هو لاعب كرة قدم بولندي في مركز الوسط. شارك مع منتخب بولندا تحت 20 سنة لكرة القدم. أما مع النوادي، فقد لعب مع أركا غدينيا وليغيا وارسو.

## روابط خارجية
- ماتوز سزوش على موقع قاعدة بيانات كرة القدم.إي يو (الإنجليزية)
- ماتوز سزوش على موقع Soccerway.com (الإنجليزية)
- ماتوز سزوش على موقع عالم كرة القدم.نت (الإنجليزية)
- ماتوز سزوش على موقع AS.com (الإسبانية)